# Teoria de les col·lisions

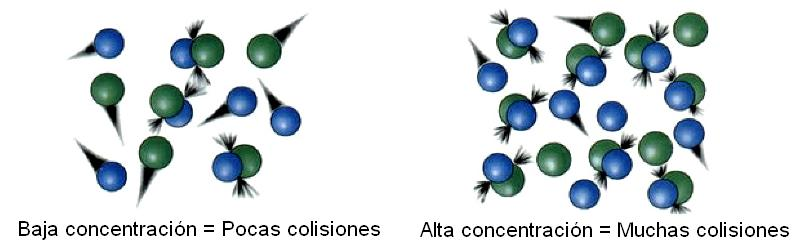

La teoria de les col·lisions és una teoria que explica de manera quantitativa la velocitats de les reaccions químiques elementals en fase gasosa. Es fonamenta en el supòsit que una reacció química es produeix en xocar dues molècules amb la suficient energia cinètica i orientació adequada que permetin la ruptura d'enllaços entre els àtoms.
Fou proposada de forma independent pel químic alemany Max Trautz (1880-1960) el 1916 i de forma més clara i explícita pel químic britànic William C. McCullagh Lewis (1885-1956) el 1918.
Les hipòtesis en les quals es fonamenta aquesta teoria són:
1. Una reacció química és el resultat del xoc físic, o col·lisió, de dues molècules.
2. La velocitat de la reacció és proporcional al nombre de col·lisions que es produeixen per unitat de temps i de volum.
3. La col·lisió serà reactiva quan tengui lloc amb una energia superior a un valor mínim.
4. La distribució de les molècules, en funció de l'energia, compleix amb l'estadística de Maxwell-Boltzmann.[3]

Es fonamenta en la teoria cinètica molecular dels gasos i considera que l'energia necessària per a l'activació de les molècules fins a un possible estat de transició, procedeix de la pròpia energia molecular, especialment de l'energia cinètica de translació de les molècules, i es transforma en energia d'activació a conseqüència del xoc amb una altra molècula, la qual també aporta la seva energia cinètica de translació.
En una reacció química elemental, com:
{\displaystyle \alpha A+\beta B\longrightarrow productes}
la velocitat de transformació dels reactius en productes, això és, la velocitat de reacció {\displaystyle v}, compleix l'expressió:
{\displaystyle v=k\cdot [A]^{\alpha }\cdot [B]^{\beta }}
essent {\displaystyle k} la constant de velocitat i {\displaystyle [A]} i {\displaystyle [B]} les concentracions de cada reactiu.
Els treballs de van't Hoff i d'Svante A. Arrhenius permeteren expressar aquesta constant de velocitat com:
{\displaystyle k=A\cdot e^{\frac {-Ea}{R\cdot T}}}on:
{\displaystyle k}: constant cinètica (depenent de la temperatura).
{\displaystyle A}: factor preexponencial d'Arrhenius.
{\displaystyle Ea}: energia d'activació.
{\displaystyle R}: Constant universal dels gasos.
{\displaystyle T}: temperatura absoluta (K).